# Prairiepieper
De prairiepieper  (Anthus spragueii) is een zangvogel uit de familie piepers en kwikstaarten van het geslacht Anthus.

## Verspreiding en leefgebied
Deze soort komt voor in noordelijk en centraal Noord-Amerika in Canada en de Verenigde Staten.

## Externe link

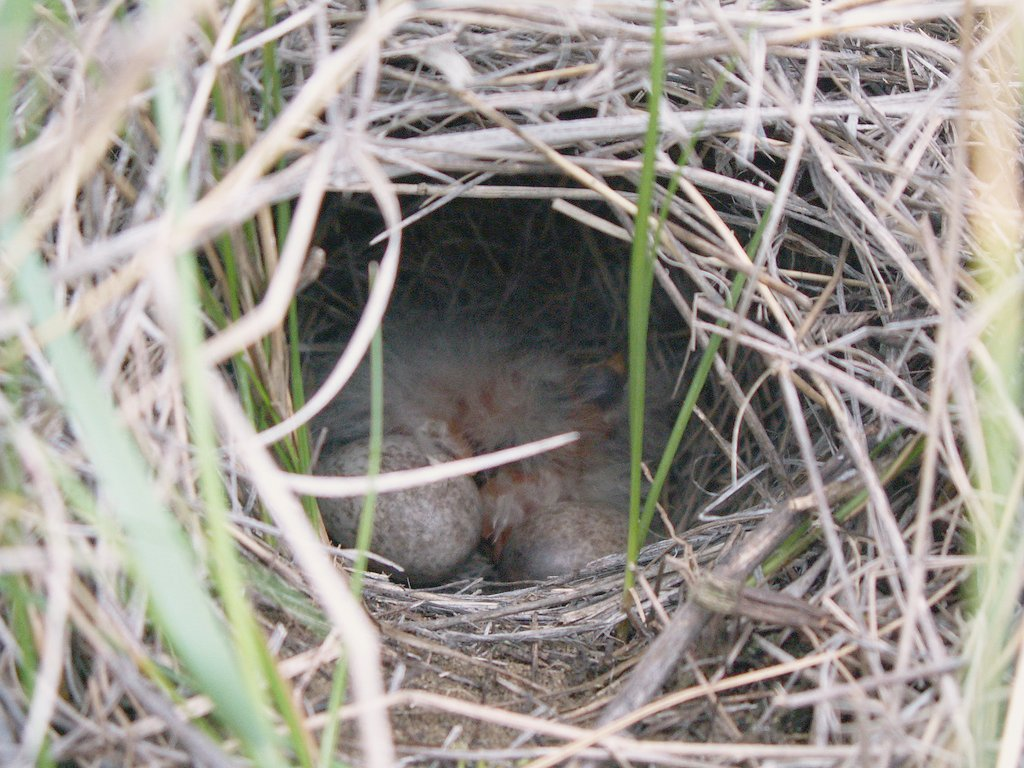
Nest met eieren